# The Nine Lives of Chloe King
The Nine Lives of Chloe King was een Amerikaanse fantasy-drama serie dat op 14 juni 2011 in première ging op ABC Family. Het is gebaseerd op de gelijknamige boekenserie van Liz Braswell. De serie volgt het leven van Chloe King (Skyler Samuels), een meisje dat ontdekt dat ze een afstammeling is van een oeroud Bastet-ras genaamd de Mai. Ze probeert meer te leren over haar katachtige krachten met haar vrienden en beschermers terwijl ze ook de rol van de "Vereniger", een krijger dat de oorlog tussen de Mai en de mensen kan stoppen, op zich neemt. Chloe wordt ook negen levens geschonken en moet proberen te blijven leven terwijl ze ook omgaat met haar liefdesleven en het mysterie rond haar verdwenen vader.
In september 2011 kondigde ABC Family aan dat het gecanceld werd na één seizoen.

## Productie
De show is geschreven door Daniel Berendsen en is gebaseerd op Alloy Entertainments serie van drie Young Adult-boeken door Elizabeth J. Braswell. De serie verscheen onder een pseudoniem namelijk Celia Thomson. Alloy Entertainment produceerde de serie.
In voorbereiding voor de première had ABCFamily.com een online spel genaamd "The Nine Paths to Chloe King" waarbij spelers de geheimen van de Mai moesten achterhalen de Vereniger vinden om exclusieve inhoud te ontgrendelen. Ze konden ook een trip naar de sit winnen. Bloggers deelden extra aanwijzingen uit voor het spel en spelers werden aangemoedigd om hun sites en hun twitterfeeds met de term #NinePaths te volgen.

## Verhaal
De protagonist, Chloe King, is een tiener uit San Francisco die ontdekt dat ze speciale katachtige krachten (inclusief negen levens, verhoogde snelheid, verhoogde kracht, verhoogd gehoor, verhoogde lenigheid, nachtzicht en de mogelijkheid om haar nagels te verlengen als kattenklauwen) en de mogelijkheid om mensenemoties te voelen heeft.
Wanneer Chloe zich realiseert dat een mysterieuze figuur haar aan het schaduwen is, ontdekt ze dat ze een afstammeling is van een oeroud ras genaamd de Mai. Ze ontdekt dat ze negen levens heeft en er wordt haar door Jasmine en Alek gezegd dat zij alleen het ras kan beschermen van menselijke moordenaars die voor duizenden jaren op hen hebben gejaagd.

## Rolverdeling

### Hoofdrollen
| Acteur/Actrice | Personage     | Info |
| -------------- | ------------- | --- |
| Skyler Samuels | Chloe King    | Chloe is een afstammeling van het ras Mai. Ze wordt verondersteld de redder van het ras te zijn en heeft extra vermogens en negen levens dat haar de "Vereniger" maakt. De "Vereniger" is een krijger uit een voorspelling die zegt dat ze de wereld en het mensen- en het Mai-ras moet redden. De oorlog tussen deze twee rassen moet ze ook stoppen. Ze is afkomstig van Oekraïne, maar werd naar de Verenigde Staten gebracht door de man die haar adoptievader werd en mogelijk weet heeft van haar krachten. |
| Benjamin Stone | Alek Petrov   | Alek is ook een afstammeling van het Mai-ras en Jasmines neef. Hij uit zichzelf bij Chloe om haar te beschermen. Aleks ouders werden vermoord door een deel van de orde. Alek probeerde Chloe te kussen in de eerste aflevering, maar werd gestopt door Jasmine voordat hij dit kon doen. Hij is Chloe's beschermer en helpt haar van het kwaad weg te houden. Hij heeft de gewoonte om grappen te maken over en Chloe te plagen met aspecten van de mogelijkheden en eigenschappen van de Mai. Alek wordt uiteindelijk verliefd op Chloe. In aflevering zeven gaat hij naar Chloe en vertelt haar dat ze samen horen. Ze kussen elkaar dan. Alek gaat naar Paul en zoekt naar advies over hoe hij Chloe het hof kan maken. Paul onthult dat er niks belangrijkers is voor Chloe dan haar vrienden. Alek vertelt aan Chloe dat hij de taak als haar beschermer verwijderd wil hebben zodat als Chloe ooit in moeilijkheden komt, hij daar niet is omdat het moet, maar omdat hij het wil. In de finale van de serie wordt er onthuld dat Zane de broer is van Alek. |
| Amy Pietz      | Meredith King | Meredith is de moeder van Chloe. Haar man vond Chloe en besloot om haar te adopteren, maar verliet haar uiteindelijk. Hierdoor werd Meredith een single-ouder. Ze krijgt een relatie met Frank Cabrera. Ze worden langzaamaan een serieus koppel. Meredith voelt zich echter nog altijd schuldig hiervoor ondanks dat Jonathan, haar man, al voor meer dan tien jaar vermist wordt. Hierdoor besluit ze om papieren te tekenen die officieel bevestigen dat haar man dood is. Wanneer ze Chloe's e-mails leest, ontdekt ze dat hij nog altijd leeft. |
| Grace Phipps   | Amy           | Amy is een van Chloes beste vrienden. Ze begon Paul, het laatste lid van de drie vrienden, te daten in de eerste aflevering. Ze gingen voor eventjes uit elkaar, maar kwamen weer bij elkaar toen ze zich realiseerden dat één ruzie hen niet uit elkaar kon halen. Op een gegeven moment wordt ze wel jaloers omdat Chloe meer tijd doorbrengt met Jasmine en Alek, maar ziet in dat Chloe het niet makkelijk heeft met haar nieuwe krachten. |
| Ki Hong Lee    | Paul          | Paul is een van Chloes beste vrienden. Hij wordt gezien als een stripboekenfanaat, omdat hij erg enthousiast is over Chloe's krachten. Hij is de enige uit Chloe's menselijke vrienden die geloofde dat haar krachten een geschenk waren en niet een vloek. Hij wou Chloe's 'hulpje' worden. |
| Alyssa Diaz    | Jasmine       | Jasmine is ook lid van het Mai-ras en wil Chloe, de redder van het ras, beschermen. Haar moeder Valentina is de leider van de Mai uit San Francisco. Doorheen het eerste (en enige) seizoen onthult Jasmine dat ze het moeilijk heeft om haar moeders goedkeuring te verdienen. In de finale van de serie wordt ze door Zane gestoken en lijkt ze langzaamaan dood te gaan naast haar moeder. |
| Grey Damon     | Brian Rezza   | Brian is een vriend van en liefdesinteresse voor Chloe. Hij is ook de zoon van degene die Chloe tracht te vermoorden op de Mai-beschaving uit te roeien. Amy noemt hem "kattenmuts", omdat Chloe Brian ontmoette toen ze hem een muts met kattenoren verkocht. Brian en Chloe hebben een gecompliceerde relatie omdat Chloe niet "intiem" kan zijn met een mens, want dan gaat diegene dood of wordt hij verlamd. Brian geeft toe dat hij van Chloe houdt, maar Chloe vertelt hem dat ze enkel vrienden zijn. Brian betrapt Chloe wanneer ze Alek kust en wordt kwaad wanneer ze zijn gevoelens niet beantwoordt. Hij blijft uiteindelijk een vriend voor haar, dat Alek dan weer kwaad maakt. Alek begrijpt niet waarom Chloe nog altijd gevoelens heeft voor Brian. Het komt tot een gevecht tussen de twee waardoor Chloe kwaad wordt. Brian vertelt haar later dat hij zich zo fysiek gedroeg omdat Alek hun vriendschap aan het dwarsbomen was. In de finale van de serie lijkt het alsof hij sterft door een kus van Chloe.                                   |

### Terugkerende rollen
| Acteur/Actrice        | Personage     | Info |
| --------------------- | ------------- | --- |
| Alicia Coppola        | Valentina     | Valentina is Jasmines moeder en de leider van Mai uit San Francisco. Volgens Jasmine en Alek heeft ze vijftien leden van de Orde gedood met haar blote handen. Ze is het onderwerp van Jasmines frustratie, omdat ze geen aandacht heeft voor haar dochter. Valentina gelooft dat Chloe haar mensenleven achter zich moet laten zodat ze haar lotsbestemming kan vervullen. Wanneer Chloe haar best doet om haar vriend en werkgever te helpen met haar misbruikende ex-lief, constateert ze dat Chloe alles is wat een Vereniger moet zijn en dat het tijd wordt voor de Mai en de mensen om in gescheiden werelden te leven. In de finale van de serie lijkt ze dood te gaan aan een giftige pijl. |
| David S. Lee          | Whitney Rezza | Whitney is Brains vader en een lid van de Orde. Doorheen het eerste seizoen blijkt hij meer geheimen te hebben dan een ander. Brian neemt Chloe mee naar een kunsttentoonstelling terwijl meneer Rezza in dezelfde kamer is. Brian heeft geen weet van zijn vaders werk en Whitney heeft geen weet van Brians betrekkingen met Chloe. |
| Jolene Andersen       | Simone        | Simone is Whitney Rezza's medewerkster. Ze lijkt degene te zijn die alle moorden door de Orde overkijkt. Simone lijkt een interesse te hebben in Whitney. |
| Cristian de la Fuente | Frank Cabrera | Frank is Merediths vriend en ook haar werknemer. Meredith blijft met hem omgaan tot in aflevering negen waarin ze allebei overeenstemmen dat ze eerst hun persoonlijke relaties moeten oplossen. Hij heeft een dochter, Vanessa, en een ex-vrouw. |
| Aeriél Miranda        | Lana Jacobs   | Lana is Chloes baas in de kledingwinkel waar Chloe werkt. |
| Kiko Ellsworth        | De Schurk     | Dit is een moordenaar die Chloe opspoort en tracht te vermoorden in de eerste drie afleveringen van de serie. Hij wordt gedood door Valentina. |
| Daniel Sharman        | Zane          | Zane is een lid van de Orde die gestuurd is om bevriend te geraken met Jasmine en haar moeder. Maar hij moet ze ook vermoorden. In de finale wordt er onthuld dat hij de broer van Alek is. |

## Afleveringen
| Afleveringnummer | Titel                | Regisseur       | Schrijver(s)        | Uitzenddatum     |  |
| ---------------- | -------------------- | --------------- | ------------------- | ---------------- |  |
| 1                | Pilot                | Wendey Stanzler | Dan Berendsen       | 14 juni 2011     |  |
| ...              |                      |                 |                     |                  |  |
| 2                | Redemption           | Chris Grismer   | Dan Berendsen       | 21 juni 2011     |  |
| ...              |                      |                 |                     |                  |  |
| 3                | Green Star           | Joe Lazarov     | Andy Reaser         | 28 juni 2011     |  |
| ...              |                      |                 |                     |                  |  |
| 4                | All Apologies        | Ron Lagomarsino | Mere Smith          | 5 juli 2011      |  |
| ...              |                      |                 |                     |                  |  |
| 5                | Girls Night Out      | Norman Buckley  | Ron McGee           | 12 juli 2011     |  |
| ...              |                      |                 |                     |                  |  |
| 6                | Nothing Compares 2 U | Joe Lazarov     | Yolanda E. Lawrence | 19 juli 2011     |  |
| ...              |                      |                 |                     |                  |  |
| 7                | Dogs of War          | Guy Bee         | William H. Brown    | 26 juli 2011     |  |
| ...              |                      |                 |                     |                  |  |
| 8                | Heartbreaker         | Marita Grabiak  | Andy Reaser         | 2 augustus 2011  |  |
| ...              |                      |                 |                     |                  |  |
| 9                | Responsible          | Joe Lazarov     | Mere Smith          | 9 augustus 2011  |  |
| ...              |                      |                 |                     |                  |  |
| 10               | Beautiful Day        | Chris Grismer   | Ron McGee           | 16 augustus 2011 |  |
| ...              |                      |                 |                     |                  |  |

## Prijzen en nominaties
| Jaar        | Resultaat         | Prijs                                    | Categorie                    | Ontvanger(s) |
| ----------- | ----------------- | ---------------------------------------- | ---------------------------- | ------------ |
| 2011        |                   |                                          |                              |              |
| Genomineerd | Teen Choice Award | Keuze Showdoorbraak                      | The Nine Lives of Chloe King |              |
| Genomineerd | Teen Choice Award | Keuze Sterrendoorbraak                   | Skyler Samuels               |              |
| 2012        |                   |                                          |                              |              |
| Genomineerd | Saturn Award      | Beste Jeugd-georiënteerde Televisieserie | The Nine Lives of Chloe King |              |

## Televisiefilm
Op 9 januari 2012 tijdens de Winter TCA Press Tour kondigde ABC Family's bestuurder Michael Riley aan dat het netwerk "op het randje stond om een televisiefilm in productie te laten gaan". Op 11 september 2013 onthulde TV Guide dat de titel van de film "The Nine Lives of Chloe King: Salvation" zou zijn en dat, ondanks dat het niet verfilmd ging worden, Alloy Entertainment het script op het internet ging plaatsen.